# 豹紋兵鯰
豹紋兵鯰，為輻鰭魚綱鯰形目美鯰科的其中一種，為熱帶淡水魚。分布於南美洲巴西東北部沿岸溪流及亞馬遜河下游流域，體長可達5.2公分，棲息在底層水域，屬雜食性，以蠕蟲、昆蟲、甲殼類及植物等為食，生活習性不明，可做為觀賞魚。

## 扩展阅读
維基物種上的相關：豹紋兵鯰